# Carl Bosch
Carl Bosch (Colonia, 27 agosto 1874 – Heidelberg, 26 aprile 1940) è stato un chimico, ingegnere e imprenditore tedesco.

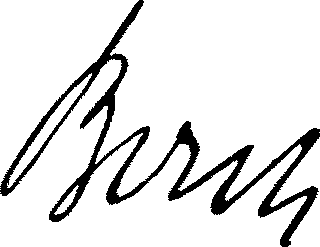
Firma di Carl Bosch

Con lo sviluppo del processo Haber-Bosch per la produzione di ammoniaca ha creato le basi per la produzione su larga scala di fertilizzanti azotati, che costituiscono la base per l'approvvigionamento di cibo di gran parte della popolazione mondiale. Nel 1931 ricevette il premio Nobel per la chimica insieme con Friedrich Bergius per l'introduzione dell'utilizzo delle alte pressioni in chimica.

## Biografia
Bosch studiò alla Technische Hochschule di Charlottenburg (oggi Università tecnica di Berlino) e all'Università di Lipsia dal 1892 al 1898, anno in cui ottenne il dottorato in chimica organica. Nel 1899 cominciò a lavorare per la BASF. Nel 1902 sposò Else Schilback, dalla quale ebbe un figlio e una figlia. Negli anni a partire dal 1908 fino al 1913 sviluppò e perfezionò, insieme con Fritz Haber, il processo Haber-Bosch per la sintesi dell'ammoniaca brevettato nel 1910. Dopo la prima guerra mondiale si occupò della benzina sintetica e della sintesi del metanolo mediante l'utilizzo di alte pressioni.
Nel 1925 Bosch fu uno dei fondatori della IG Farben, principale finanziatore di Adolf Hitler e del regime nazista, ricevendo in cambio enormi introiti dovuti al monopolio; dal 1935 ne fu presidente del comitato direttivo. Carl Bosch tentò invano di difendere e sostenere i suoi colleghi ebrei, in particolare Haber, che perse i titoli accademici acquisiti e subì l'esilio nel 1933. A causa di una depressione che fece seguito agli sviluppi politici, nel 1939 Bosch tentò il suicidio. Critico nei confronti di molte delle politiche del nazismo, fu gradualmente rimosso dalle sue elevate posizioni dopo l'ascesa di Hitler al cancellierato e cadde nella depressione e nell'alcolismo. Morì a Heidelberg. 

## Riconoscimenti
Carl Bosch fu anche un astronomo amatoriale e l'asteroide 7414 Bosch fu così nominato in suo onore.